# Doppeltonneume
Doppeltonneumen bestehen aus zwei Einzeltonneumen des Gregorianischen Chorals, die auf beliebiger gleicher oder unterschiedlicher Tonhöhe stehen, und stellen somit die einfachste Form von Gruppenneumen dar. Gruppenneumen, die aus drei Einzeltönen zusammengesetzt sind, werden Dreifachtonneumen bezeichnet, bei der Kombination von Gruppenneumen wird von Mehrgruppenneumen gesprochen.
Beim Pes wird immer der untere Ton zuerst gesungen.
Die wichtigsten Doppeltonneumen, die nur selten eine Quinte überschreiten, sind im Folgenden in alphabetischer Reihenfolge aufgeführt und stellen wegen der variablen Intervalle in Bezug auf die Lage von höchstem und tiefsten Ton in der Quadratnotation nur Beispiele dar:
| Bezeichnung    | Quadratnotation | Notation St. Gallen / Einsiedeln | Anmerkungen                 |
| -------------- | --------------- | -------------------------------- | --------------------------- |
| Bivirga        |                 |                                  | breit wiederholte Töne      |
| Clivis / Flexa |                 |                                  | zwei schnelle Töne abwärts  |
| Bistropha      |                 |                                  | schnell wiederholte Töne    |
| Pes / Podatus  |                 |                                  | zwei schnelle Töne aufwärts |